# Niccolò Albergati
Niccolò Albergati (Bologna, 23 febbraio 1373 – Siena, 9 maggio 1443) è stato un cardinale e vescovo cattolico italiano.

## Biografia
Appartenente alla famiglia bolognese di origine zolese degli Albergati, dopo aver quasi conseguito la laurea in legge presso l'Università di Bologna, entrò nel 1394 nell'Ordine dei certosini ricevendo gli ordini sacri nel giugno del 1404.

Nel 1407 fu nominato priore della certosa di San Girolamo di Casara e nel 1412 visitatore dei monasteri del suo ordine in Italia.
Si segnalò per le sue dottrine in favore della sovranità assoluta del papa.
Fu eletto arcivescovo di Bologna il 4 gennaio 1417 dal Consiglio dei Seicento. La sua elezione fu confermata dal Capitolo dei canonici della Cattedrale di Bologna, dal ministro generale del suo ordine ed infine da papa Martino V. Nel 1419 fu ambasciatore di Bologna presso la Santa Sede. Nel 1420 dovette lasciare la sua sede fra fine marzo e fine luglio a causa della ribellione fomentata da Anton Galeazzo Bentivoglio.
Nel 1422 fu inviato in Francia per rappacificare il re di Francia con quello d'Inghilterra.
Quattro anni dopo fu nominato cardinale dallo stesso pontefice con il titolo di Santa Croce in Gerusalemme e mantenne l'arcidiocesi di Bologna come Amministratore apostolico fra il 1426 e il 1440.
Nel 1427 condusse con successo, per conto del pontefice, una missione pacificatrice fra la Repubblica di Venezia, il ducato di Milano e la Lega costituita da Firenze, il ducato di Savoia e le città di Mantova e Ferrara.
Intervenne nuovamente ad agosto, allorché il duca di Milano, Filippo Maria Visconti, ruppe gli accordi: dopo la battaglia di Maclodio il Visconti seguì i consigli dell'Albergati e quest'ultimo presiedette a novembre la conferenza di pace che si tenne a Ferrara.
Nel 1428 dovette nuovamente lasciare la città di Bologna per una nuova insurrezione del Bentivoglio. Nel 1431 partecipò al conclave che elesse papa Eugenio IV.
Nel 1431 fu legato pontificio a Venezia, Ferrara e Firenze.
Tra il 1431 ed il 1432 fu Camerlengo di Santa Romana Chiesa.
Nel 1438 fu nominato Penitenziere maggiore, carica che tenne fino alla morte, come quella di Arciprete della Basilica Liberiana, che ebbe nel 1440.
Morì a causa di una crisi renale. Fu sepolto nella certosa di Firenze.
Fu un ottimo letterato in vari campi, e fu maestro, tenendo a lungo presso di sé, uomini dotti due dei quali in seguito furono anche pontefici: Francesco Filelfo e Giovanni Tavelli ed ebbe come segretari Tommaso Parentucelli, futuro papa Nicola V, ed Enea Silvio Piccolomini, futuro papa Pio II.
Papa Benedetto XIV lo riconobbe fra i beati nel 1744; la sua Memoria liturgica cade il 10 maggio.

## Genealogia episcopale e successione apostolica
La genealogia episcopale è:
- Vescovo Pietro Boiardo
- Arcivescovo Tommaso Perondoli
- Cardinale Niccolò Albergati, O.Cart.

La successione apostolica è:
- Cardinale Hélie de Bourdeilles, O.F.M.Conv. (1438)